# Louis Valcke
Pour les articles homonymes, voir Louis Valcke (homonymie) et Valcke.
Louis  Valcke, né le 22 décembre 1856 à Bruges et mort le 16 février 1940 à Gand (Belgique), est un militaire et explorateur belge.
Il participe aux expéditions de Stanley sur les rives du Congo. Il est commandant de Léopoldville après le départ du capitaine Charles-Marie Braconnier.

## Biographie
Louis Pierre Alphonse Liévin Marie Valcke, né à Bruges le 22 décembre 1856, est le fils de Liévin Valcke, chef de division au gouvernement de Flandre occidentale, et de Clémence Ongena. Il épouse Augusta Eerebout le 25 novembre 1885 à Bruges.
Il fait ses études secondaires à l'Athénée royal de Bruges. Il s'engage ensuite dans l'armée belge. Il entre à l'École militaire le 1er décembre 1874 et est promu lieutenant le 1er janvier 1877. En février 1878, il passe dans le régiment du Génie. En juillet 1880, il est détaché à l'Institut cartographique militaire et au Comité d'Études du Haut-Congo, procédure habituelle pour les militaires belges détachés au Congo. 
Il part pour le Congo en août 1880. En novembre 1880, Stanley lui assigne la mission de transporter et réassembler le vapeur « En avant » pour assurer les communications et le ravitaillement sur le fleuve Congo. Ce vapeur, construit aux chantiers d'Hoboken, avait été amené de Belgique par bateau en pièces détachées au Congo. Louis Valcke fait tracer une route à la dynamite et fait ensuite appel à une caravane de 500 indigènes pour son transport par terre du bateau entre Vivi et Isanghila à destination de Léopoldville. Cette route allait devenir la « Valke's Couseway ». Ses qualités, notamment quand il s'est agi de construire une route dans des contrées escarpées, lui avaient valu le surnom de « Tembo » (l'éléphant) équivalent à un titre de noblesse indigène. 
Stanley lui commande ensuite de créer une station de l'Association internationale du Congo (A.I.A.) à Isanghila pour devancer les Anglais. Les fièvres et l'épuisement l'obligent de rentrer en Belgique en décembre 1881 mais sitôt guéri il repart en février 1882. Il reçoit du roi Léopold II la mission de recruter à Zanzibar 250 soldats qui constitueront dans la Province orientale du Haut-Congo le premier noyau des garnisons de l'Association internationale du Congo. À la station de Léopoldville et dans le district de la Stanley-Pool, Valcke assure ensuite le commandement à la demande de Stanley. De même, ce dernier le charge de conclure des traités entre l'A.I.A. avec les chefs tribaux sur les territoires entre la côte et la Stanley-Pool, ce dont il s'acquitte avec efficacité. De 1884 à 1885, il assure le transfert du bateau « Stanley » de Vivi à la Stanley-Pool. Les efforts consentis dans des conditions climatiques difficiles, les défections de ses travailleurs et les atteintes de fièvre le contraignent à retourner en Belgique en mars 1885. 
En 1886, il fait son troisième terme au Congo cette fois sous le drapeau de l'État indépendant du Congo. Il y emmène sa jeune épouse, première belge sur le sol du Congo qui devient sa fidèle collaboratrice. À Boma, Valcke est le directeur des travaux publics et de la marine et fait l'intérim du gouverneur général Camille Janssen. Il est également promu commandant.
En février 1888, il revient en Belgique épuisé par les maladies. Dans son pays natal, il collabore à la création de la Compagnie des chemins de fer du Congo.
Il ne retournera au Congo qu'à titre privé. De 1889 à 1890, il séjourne au Congo pour le compte de la Société anonyme belge du commerce du Haut-Congo. Il rentre ensuite en Belgique et démissionne de l'armée. De 1891 à 1910, il s'installe en Amérique du sud représentant divers intérêts privés.
À la suite de son décès à Gand, 16 février 1940, ses funérailles sont célébrées le 20 février 1940 à la cathédrale Saint-Bavon de Gand et il est inhumé au cimetière de Bruges.
Par ses écrits, articles et conférences, il a été l'un des propagandistes de l'œuvre coloniale et civilisatrice du roi Léopold II.

## Distinctions honorifiques
- Grand officier de l'ordre de Léopold II (Belgique).
- Commandeur de l'ordre de Léopold (Belgique).
- Officier de l'ordre de l'Étoile africaine (État indépendant du Congo).
- Étoile de Service (État indépendant du Congo).
- Médaille commémorative du Congo (État indépendant du Congo).